# Kanton Pontrieux
Der Kanton Pontrieux war bis 2015 ein französischer KWahlkreis im Arrondissement Guingamp, im Département Côtes-d’Armor und in der Region Bretagne; sein Hauptort war Pontrieux.

## Gemeinden
| Gemeinde              | Bretonisch          | Einwohner (2022) | Fläche (km²) | Code postal | Code Insee |
| --------------------- | ------------------- | ---------------- | ------------ | ----------- | ---------- |
| Brélidy               | Brelidi             | 316              | 8.14         | 22140       | 22018      |
| Ploëzal               | Pleuzal             | 1.227            | 26.24        | 22260       | 22204      |
| Plouëc-du-Trieux      | Ploueg-Pontrev      | 1.140            | 18.57        | 22260       | 22212      |
| Pontrieux             | Pontrev             | 1.004            | 1.02         | 22260       | 22250      |
| Quemper-Guézennec     | Kemper-Gwezhenneg   | 1.089            | 23.08        | 22260       | 22256      |
| Runan                 | Runan               | 253              | 5.12         | 22260       | 22269      |
| Saint-Clet            | Sant-Kleve          | 868              | 14.46        | 22260       | 22283      |
| Saint-Gilles-les-Bois | Sant-Jili-ar-C'hoad | 389              | 9.45         | 22290       | 22293      |

## Bevölkerungsentwicklung
| 1962 | 1968 | 1975 | 1982 | 1990 | 1999 | 2006 | 2012 |
| ---- | ---- | ---- | ---- | ---- | ---- | ---- | ---- |
| 8065 | 7414 | 6978 | 6515 | 6115 | 6160 | 6244 | 6336 |